# Łuk Augusta

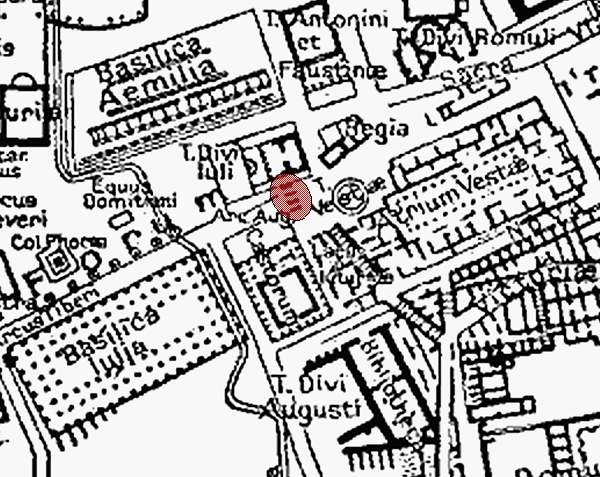
Lokalizacja łuku Augusta

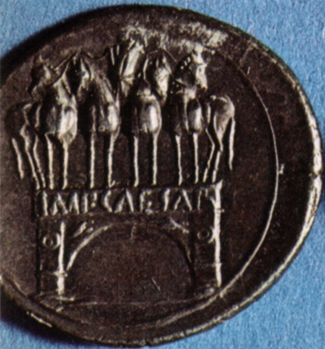
Łuk aktyjski

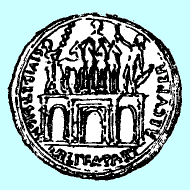
Łuk "partyjski"

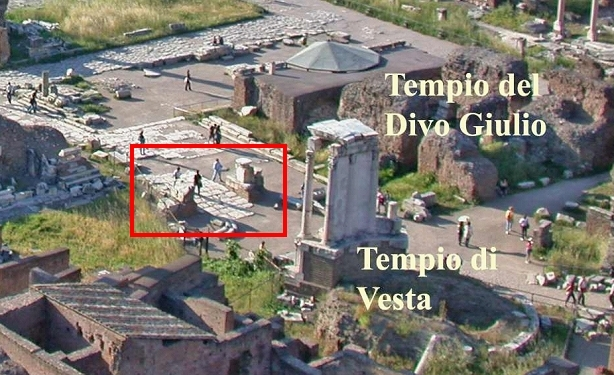
Łuk Augusta – stan obecny

Łuk Augusta – najstarszy łuk triumfalny na Forum Romanum. Znajdował się pomiędzy świątynią Boskiego Cezara a świątynią Kastorów, w pobliżu świątyni Westy. Istniały dwa łuki Augusta na Forum: pierwszym był łuk aktyjski, na którego miejscu wzniesiono 10 lat później drugi łuk "partyjski". Oba wykonane były z marmuru.

## Łuk aktyjski (starszy)
Najstarszy łuk na Forum Romanum, wzniesiony w 29 roku p.n.e., ku czci Oktawiana, po jego zwycięstwie nad Markiem Antoniuszem pod Akcjum i podbiciu Egiptu. Z zachowanych nikłych śladów, a także przedstawień na kilku monetach, można domniemywać, iż był on jednoprzelotowy, zwieńczony kwadrygą. Rozebrano go przed 19 rokiem p.n.e. W 1546 odkryto długą inskrypcję (dł. 2,67 m) z dedykacją i datą pochodzącą z tego łuku.

## Łuk partyjski (młodszy)[3]
Znacznie okazalszy od swego poprzednika, wystawiony w 19 roku p.n.e. dla uczczenia odzyskania od Partów znaków legionowych utraconych przez Krassusa po klęsce pod Carrhae. Łuk był trójprzelotowy, jedyne jego ślady to pozostałości baz na Forum i przedstawienia na monetach.
- Część środkową zwieńczono łukiem i wyposażono w attykę, na której widniała inskrypcja dedykacyjna. W filary wmurowano listy konsulów i triumfatorów od założenia Rzymu (fasti consulares i fasti triumphales). Przed filarami stały kolumny korynckie.
- Skrzydła boczne były luźno dostawione do części środkowej, znacznie niższe i zakończone trójkątnymi frontonami. Przy filarach stały kolumny doryckie.

## Nie wszystko jest jasne...
Nikłe ślady jakie pozostały po obiekcie nasuwają liczne wątpliwości.
Między naukowcami nie ma zgody, co do wzajemnych relacji obu łuków. Niektórzy lokalizują je w odrębnych miejscach 

Jeśli wierzyć przedstawieniom na monetach, oba zwieńczone były kwadrygami, w większości rekonstrukcji pomija się ten fakt. Rzymianie często stosowali elementy wcześniejszych budowli (a nawet całe budowle) w konstrukcjach późniejszych (tzw. spolia, np. łuk Konstantyna Wielkiego). Jest całkiem prawdopodobne, że łuk aktyjski nie został rozebrany a jedynie przetworzony w łuk "partyjski", poprzez dostawienie bocznych skrzydeł i figur Partów po obu stronach kwadrygi, oddających orły legionowe (patrz - moneta z łukiem "partyjskim"). Zmianie miała ulec wtedy również inskrypcja dedykacyjna.

Z drugiej strony obiekty na monetach - z racji niewielkiej ilości miejsca - przedstawiane były często w formie uproszczonej bądź schematycznej, zawierającej jedynie elementy ułatwiające starożytnym identyfikację. Jako źródło informacji są więc elementami niezwykle istotnymi aczkolwiek czasami mylącymi.

## Dlaczego rozebrano pierwszy łuk?
Łukiem tym fetowano zwycięstwo pod Akcjum - oficjalnie nad flotą egipska, nieoficjalnie - nad Markiem Antoniuszem. Świętowanie zwycięstw w wojnach domowych, nie znajdowało wśród Rzymian zrozumienia, zwłaszcza, iż Marek Antoniusz cieszył się dużą popularnością. Aby wyjść z twarzą z zaistniałej sytuacji, August wykorzystał swój największy sukces na Wschodzie i pozbył się tego niechwalebnego śladu, zastępując go łukiem "partyjskim".

## W służbie ideologii
Architektura rzymska - jak cała sztuka - była ściśle związana z propagandą. Dotyczy to szczególnie takich budowli jak łuki czy forniksy, niemających żadnego utylitarnego przeznaczenia (w przeciwieństwie do świątyń czy bazylik). Oktawian, dążący wzorem Cezara do jedynowładztwa, ale postępujący znacznie ostrożniej, wykorzystywał każdą formę promocji swych dokonań. W społeczeństwie targanym przez kilkadziesiąt lat konfliktami wewnętrznymi, odzyskanie tak świętych symboli jak znaki legionowe i to w sposób dyplomatyczny, musiało podziałać na korzyść głoszonej idei Pax Augusta.
Forma wolno stojącej bramy, doskonale nadawała się do tego celu, i jest częścią ogólnego trendu rozpowszechnienia łuku w architekturze, co ma miejsce w okresie augustowskim (teatr Marcellusa).